# Enda Muldoon
Pour les articles homonymes, voir Muldoon.
Enda Muldoon (en irlandais Éanna Ó Maoldúin), né le 11 septembre 1977 à Ballinderry dans le Comté de Derry, est un joueur irlandais de football gaélique. Il joue dans le club de Ballinderry Shamrocks GAC et pour le Comté de Derry avec lequel il a remporté deux Championnats d'Ulster, deux Ligue nationale de football gaélique et a été nommé pour ses performances lors du All-Ireland Senior Football Championship 2004 parmi l'équipe All Star de l'année 2004.
Il joue depuis son enfance au football gaélique dans le club de sa ville, le Ballinderry Shamrocks GAC. Muldoon a joué un rôle prépondérant dans la victoire de son club dans le Championnat d'Irlande 2002. Il a aussi remporté quatre Championnats du Comté de Derry et un Championnat d'Ulster avec ce club.
Même s’il ne joue pas tout le temps en première ligne d’attaque, Muldoon est régulièrement un des meilleurs marqueurs de Derry. Il termine la saison 2001 du All-Ireland Senior Football Championship avec 16 points (2-10) et celle de 2004 avec 33 points (3-24). Il ne joue que 2 matches de la campagne de 2006 mais marque 10 points (1-07). Avec ses 12 buts en Championnat il est un des meilleurs scoreurs d'Ulster 

## Carrière sportive

### Ballinderry Shamrocks GAC
Enda Muldoon remporte son premier championnat du Comté de Derry alors qu’il joue en championnat Mineur en 1995. Ballinderry GAC bat en finale Bellaghy GAC. En 1998, Muldoon est membre de l’équipe de Ballinderry qui remporte le All-Ireland en battant Kilmacub Crokes.
Après avoir perdu deux finales d’affilée contre Bellaghy en 1999 et 2000, Ballinderry remporte de nouveau de championnat du Comté de Derry en 2001, encore une fois face à Bellaghy. Grâce à cette victoire le club participe au championnat d’Ulster des clubs. Après s’être débarrassé du club de St Gall en quart de finale, une partie très disputée car le match est rejoué après un premier match nul, Ballinderry écarte en demi-finale les Cavan Gaels, avant de battre en finale Mayobridge. Enda Muldoon est élu meilleur footballeur d’Ulster au terme de cette campagne victorieuse.
Grâce à la victoire en championnat d'Ulster, Ballinderry représente l'Ulster dans le championnat d'Irlande des clubs. En quart de finale, Muldoon et son équipe battent les londoniens de Tir Chonaill Gaels. En demi-finale ils affrontent et battent les représentants du Leinster, Rathnew, une équipe du Comté de Wicklow. En finale Ballinderry affronte le grand club du comté de Cork, les Nemo Rangers, champions du Munster. Le match se joue à Thurles dans le Semple Stadium. Ballinderry l’emporte sur le score sans appel de 2-10 0-9. Muldoon a vécu péniblement la campagne du All-Ireland. Il est en effet blessé à la hanche et décide de repousser une opération nécessaire à après la fin de l’épreuve. Il dispute la finale et marque un point.
En 2002, Ballinderry défend victorieusement son titre de champion du Derry avant de disputer le championnat d’Ulster. Le club ne réussit pas le doublé au niveau provincial : il perd en demi-finale contre Errigal Ciarán GAC. À titre personnel Enda Muldoon reçoit l’Ulster Tennent’s Monthly Merit Award pour le mois d’octobre 2002 à la suite de sa performance lors des quarts de finale du championnat d’Ulster contre Mayobridge GAA. Sa performance lors de ce match est décrite comme une « démonstration de maître », Muldoon marquant les points décisifs et étant le maître à jouer de la défense de Ballinderry. Cette année-là, Muldoon participe aussi au championnat de New York aux États-Unis permettant à son club, Westmeath, de hisser en demi-finale de l'épreuve.
En 2003, Enda Muldoon et son équipe sont finalistes du championnat de Derry pour la troisième année consécutive. Cette fois-ci ils sont battus en finale par An Lúb CLG
Il faut attendre 2006 pour voir Ballinderry avec Muldonn dans ses rangs remporter un quatrième titre dans le championnat de Derry. Le club se venge de sa défaite de 2003 en battant en finale An Lúb. Muldoon fait lors de cette finale un match impressionnant. Ballinderry se hisse ensuite en finale du championnat de l'Ulster mais perd de justesse contre les Crossmaglen Rangers GAC.
En 2008, Enda Muldoon et Ballinderry remportent la Ligue d’Ulster, deuxième compétition en importance à l’échelle de la province. La même année Muldoon remporte son cinquième championnat du Comté de Derry. Il est même le capitaine de l’équipe. Une blessure au tendon d'Achille lui interdit de jouer les quarts de finale du championnat contre Bellaghy. Il est à peine remis pour la demi-finale contre Dungiven GAC et n’est que remplaçant. Il se rétablit à temps pour pouvoir disputer la finale et participe de façon très active, surtout au cours de la deuxième mi-temps, à la victoire contre Slaughtneil GAC. Ballinderry se qualifie donc pour le championnat d’Ulster 2008 et atteint la finale contre Crossmaglen. Muldoon est particulièrement brillant en finale qui se termine sur un score d’égalité. Enda Muldoon se blesse, fracture d’un os du pied, deux jours avant le match d’appui et ne peut donc jouer. Crossmaglen remporte le championnat d’Ulster.
Enda Muldoon a aussi gagné sept Ligues du Comté de Derry en 1995, 1996, 1997, 2005, 2006, 2007 et 2008.

### Derry
En 1995, alors qu’il est dans sa dernière année de la catégorie, Enda Muldoon est sélectionné pour jouer avec l’équipe Espoir (Minor). Il fait ainsi partie de l’équipe de derry qui remporte cette année-là le championnat d’Ulster Espoir de football gaélique et qui est battu en finale du Championnat d’Irlande Espoir de football gaélique par le Westmeath GAA. Le rôle de Muldoon dans cette campagne Espoir est particulièrement important comme en témoigne sa finale en championnat d'Ulster contre Down GAA où il marque 10 points (1-07) et son but dans la dernière minute de la demi-finale du All-Ireland contre Galway GAA donnant la victoire à son équipe.
La saison suivante Muldoon est sélectionné en équipe des moins de 21 ans pour le Comté de Derry. Il dispute la finale du championnat d’Ulster mais Derry est battu par Cavan GAA. En 1997 Muldoon et Derry remportent le championnat d(Ulster des moins de 21 ans battant successivement Fermanagh GAA en finale du championnat d(Ulster et Meath GAA en finale du All-Ireland. En 1998 il fait sa dernière saison en moins de 21 ans, mais Derry est éliminé en finale du championnat d’Ulster par Armagh GAA.
Alors qu’il est sélectionné parmi les moins de 21 ans, Enda Muldoon a déjà été remarqué par les sélectionneurs de l’équipe senior de Derry GAA. Dès 1997 il est sélectionné dans l’équipe première du Comté et participe à la finale du championnat d’Ulster remportée par Cavan GAA. En 1998, alors qu’il est sélectionné en tant que milieu de terrain, il remporte avec Derry le Championnat d’Ulster de football gaélique. C’est alors sa sixième finale en Ulster en quatre ans, une en Espoirs, trois en moins de 21 ans et deux en Senior. Derry perd en demi-finale du All-Ireland contre Galway GAA.
En 2000, Muldoon et le Comté de Derry remportent la Ligue nationale de football gaélique en battant Meath GAA en finale. 2000 est une année faste pour Derry qui se qualifie ensuite pour la finale du Championnat d’Ulster mais perd le match contre Armagh. Muldoon sort du lot dans l’équipe de Derry. Il est nommé parmi les finalistes pour la désignation au All-Star mais rate de peu la sélection. Il est toutefois sélectionné comme remplaçant pour le match exhibition organisé en janvier 2001 à Dubaï .
Derry perd en demi-finale du championnat d’Ulster 2001, mais réussit toutefois à se hisser en demi-finale du All-Ireland grâce au système de qualification par repêchage. Une nouvelle fois, le Comté perd face à Galway et ce malgré un but marqué par Muldoon. Il marque cette année-là 16 points (2-10) en championnat. La pérennité de ses performances font qu’il est nommé capitaine de Derry GAA pour la saison 2003.
En 2004 Enda Muldoon et Paddy Bradley forment une paire de buteur redoutable sur la route de la demi-finale du Championnat d’Irlande. Derry perd en demi-finale contre Kerry GAA, la plus grande force du football gaélique. Pendant cette campagne Muldoon score 33 points (3-24) sur les 113 (7-92) que Derry marque. Il marque un but en demi-finale contre Kerry et 9 points (1-06) en quart de finale contre Westmeath GAA, match pour lequel il a reçu le titre d’« homme du match ». Au terme de la saison, il est élu parmi l’équipe All-star .
Touché aux ligaments antérieurs aux deux genoux, Muldoon décide de se faire opérer en décembre 2004. L’opération est un succès et Muldoon reprend l’entraînement en avril 2005 et la compétition à l’automne suivant.
En 2006, Muldoon commence le championnat d’Ulster en marquant 6 points (1-03) contre le champion sortant Tyrone GAA puis 4 points (0-04) au tour suivant contre Donegal GAA. Toutefois le tableau se ternis pour Muldoon à la fin du match. En effet il est exclu de la rencontre. Muldoon avait jusque-là une réputation exemplaire en matière de discipline. Le visionnage des images télévisées montre Muldoon répondant violemment à une provocation du joueur de Donegal Paddy Campbell. Cette action d’auto-défense de Mildoon est défendue par les autorités de Derry qui plaident pour une annulation de la sanction,. La GAA sanctionne Muldoon de quatre semaines de suspension ce qui revient à être suspendu contre Kildare GAA puis Longford GAA. C’est cette dernière équipe qui sort Derry de la compétition au cours d’un match très disputé et qui se qualifie avec un petit point d'avance, 1-16 à 2-12.
La saison 2007 commence de la même façon pour Muldoon. Derry se hisse jusqu’en quart de finale du All-Ireland avant de s’incliner face à Dublin GAA. Il est nommé joueur d’Ulster du mois pour juillet 2007 à la suite de ses performances contre Mayo GAA et Laois GAA,.
Il est un des joueurs clés de Derry en Ligue nationale de football gaélique 2008. Il remporte la compétition en battant Kerry GAA en finale,. Cette victoire en Ligue d’Irlande fait de Derry un des favoris pour le championnat d’Ulster disputé au printemps puis pour le championnat d’Irlande disputé l’été suivant. Après un bon départ contre Donegal, Derry est éliminé dès les demi-finales du Championnat d’Ulster contre Fermanagh GAA puis de façon encore plus surprenante dès de premier tour de qualification du Championnat d’Irlande par Monaghan GAA.
En 2009, Muldoon et Derry se hissent en finale de la Ligue nationale de football gaélique où ils sont battus par Kerry. Muldoon ne participe pas à la finale pour cause de blessure.

### Ulster
Enda Muldoon a joué à de nombreuses reprises sous les couleurs de l’Ulster GAA en Railway Cup, le championnat des provinces d’Irlande. Il est sélectionné dans l’équipe qui remporte le titre en 2000  mais ne peut jouer à cause d’une blessure contractée à l’entrainement. Il remporte aussi la Railway Cup en 2003, 2004 et 2007.

## Son style
Que ce soit en club ou avec le Comté de Derry, il a joué à toutes les positions d'attaquant et du milieu de terrain. Il est considéré comme un footballeur complet. Il a une forte capacité à jouer haut et il est très difficile de lui prendre le ballon. Il se déplace beaucoup sur le terrain et n’hésite pas à venir prêter main-forte en défense quand cela est nécessaire. Son point fort est sa vision du jeu et sa capacité à adresser des passes très précises. Son coéquipier de Ballinderry et de Derry Kevin McGuckin le décrit comme « un magicien de la balle qui est capable de faire ce qu’il veut avec elle et de l'envoyer où il veut grâce à sa qualité de passe »
Le journaliste spécialisé dans les sports gaéliques et ancien joueur de Derry GAA Joe Brolly dit de lui « qu’il n’a jamais vu jouer un joueur aussi élégant et le compare au grand joueur de Kerry GAA Maurice Fitzgerald »,

## Palmarès

### Avec Ballinderry Shamrocks
- Championnat d’Irlande de football gaélique
  - Vainqueur en 2002
- Championnat d'Ulster de football gaélique
  - Vainqueur en 2001, 2013
  - Finaliste en 2006 et 2008
- Championnat du Comté de Derry de football gaélique
  - Vainqueur en 1995, 2001, 2002, 2006, 2008, 2013
  - Finaliste en 1999, 2000, 2003
- Ligue d'Ulster de football gaélique
  - Vainqueur en 2008
- Ligue de Derry de football gaélique
  - Vainqueur en 1995, 1996, 1997, 2005, 2006, 2007, 2008
- All-Ireland Kilmacud Crokes Sevens Championship
  - vainqueur en 1998

### Avec Derry
- Ligue nationale de football gaélique
  - Vainqueur en 2000 et 2008
  - Finaliste en 1998 et 2009
- Championnat d'Ulster
  - Vainqueur en 1998
  - Finaliste en 1997 et 2000
- Dr. McKenna Cup
  - Vainqueur en 1999
  - Finaliste en 2008

Moins de 21 ans
- Championnat d’Irlande de football gaélique
  - Vainqueur en 1997
- Championnat d'Ulster de football gaélique
  - Vainqueur en 1997
  - Finaliste en 1996 et 1998

Espoirs
- Championnat d'Irlande de football gaélique
  - Finaliste en 1995
- Championnat d'Ulster de football gaélique
  - Vainqueur en 1995

### Avec l'Ulster
- Railway Cup
  - Vainqueur en 2003, 2004 et 2007

### Trophées individuels
- All-Star irlandais en 2004
- Élu dans l'équipe All-Star de l'Ulster en 2000, 2001, 2004 et 2007